# Lani Wittevrongel
Lani Wittevrongel (Bruges, 12 luglio 2004) è una pistard e ciclista su strada belga che corre per il team Lotto Ladies. Specialista della pista, nel 2024 ha vinto la medaglia d'argento europea Elite nello scratch.

## Palmarès

### Pista
- 2022 (Juniores)

Campionati europei Juniores e U23, Scratch Juniores
- 2024

Campionati belgi, Omnium
Campionati belgi, Americana (con Katrijn De Clercq)
Campionati belgi, Corsa a eliminazione

## Piazzamenti

### Competizioni mondiali
- Campionati del mondo su pista

Ballerup 2024 - Scratch: 21ª

### Competizioni continentali
- Campionati europei su pista

Anadia 2022 - Scratch Juniores: vincitrice
Apeldoorn 2024 - Scratch: 2ª
Cottbus 2024 - Scratch Under-23: 9ª
Cottbus 2024 - Corsa a eliminazione Under-23: 5ª
- Campionati europei su strada

Anadia 2022 - In linea Juniores: 16ª